# Darmstadt Dukes
Die Darmstadt Dukes sind ein Sportverein aus Darmstadt mit den Sportarten Eishockey und Floorball. Die genaue Vereinsbezeichnung lautet Eissportclub Darmstadt e.V. DUKES. Derzeit spielt die erste Eishockey-Männermannschaft in der Hessenliga/Landesliga.

## Geschichte

### Vorgeschichte
Am 3. Dezember 1884 wurde der „Darmstädter Schlittschuhclub“ gegründet, der ab dem 1. Januar 1887 eine eigene Eisbahn betrieb. Diese wechselte mehrmals ihren Standort und verfügte auch über eine elektrische Beleuchtung. In den Sommermonaten wurde die Fläche als Tennisplätze vermietet. Noch vor dem Zweiten Weltkrieg wurde aufgrund der aufwendigen Eisaufbereitung der Betrieb eingestellt und der Verein aufgelöst. Unter Verzicht auf bisherige Eishockey-Aktivitäten gründeten sich in der Nachkriegszeit der Tennis – und Eisclub Darmstadt e.V. und der Roll- und Schlittschuh-Club Darmstadt e. V.

### Gründung des Eissportclubs
1982 wurde der Eissportclub Darmstadt e.V. gegründet und am 23. August 1982 ins Vereinsregister eingetragen, es gab drei Mannschaften: Männer, Männer 1b und Frauen. 1984 veranstaltete der Eissportclub das hessenweit erste Turnier für Kleinschüler/Bambini. Es nahmen alle damaligen hessischen Eishockeyvereine teil sowie der ERC Viernheim. Die Saison 1986/87 war faktisch die vorerst letzte als Eissportclub und wurde in der Landesliga Hessen ausgetragen. Am 21. April 1992 wurde der Verein aus dem Vereinsregister gelöscht.

### Als Teil von Mehrspartenvereinen
Am 3. März 1989 wurde die neue Eissporthalle Darmstadt offiziell eröffnet, gefolgt von einem zweimonatigen „Probebetrieb“. Der Spielbetrieb des Eissportclub ging in den Mehrspartenverein TSG Darmstadt auf, dessen TSG Stars gelang in der Saison 1989/90 der Aufstieg in die damalige fünftklassige Hessenliga. Im März 1990 spielte die Mannschaft gegen die heutigen Dresdner Eislöwen und verlor mit 2:6. Dies war das erste deutsch-deutsche Duell seit 36 Jahren.
Ab der Saison 1999/2000 spielte Darmstadt in der Regionalliga. Das ersten Saisonspiel 2000/2001 gewann Darmstadt mit 18:0 gegen Frankfurt, obwohl Trainer Hermann Wilts und Fachwart Alexander Rohloff sehr viele junge Spieler eingesetzt hatten. Mit elf der 18 Darmstädter Treffer trugen sich Steffen Schnürer, Michael Horcicka und Mika Taavitsainen in die Torschützenliste ein. Das erste Auswärtsspiel wurde beim ESC Viernheim 7:3 gewonnen. Die FAZ widmete 2005 dem Eishockey in Darmstadt einen längeren Artikel, in dem es hieß: „Eishockey sucht in Darmstadt seinen Platz, Fanklub, Fahnen, Schlachtrufe: Die "Stars" machen sich hoffähig [...] "Die spielen in einer anderen Liga", sagt Hermann Wilts, der Darmstädter Trainer [...] Einen VIP-Raum, den haben die Stars jetzt auch.“ Der größte Erfolg der TSG Stars wurde 2006 mit der Meisterschaft in der viertklassigen RL-Hessen erreicht.
2007 wurde eine Eishockeyabteilung beim RSC Darmstadt gegründet und 2008 wurde die Abteilung der TSG aufgelöst. Hintergrund war, dass der RSC bessere Eiszeiten in der Eissporthalle zugeteilt bekommen hatte, während jene des TSG kaum einen Trainingsbetrieb abbilden konnten. In der Saison 2007/08 waren zwei erste Herrenmannschaften gemeldet, eine als TSG „Stars“ und eine als „RSC Crocodiles“. Die anschließend zu den fusionierten „RSC Dukes“ gewannen drei Mal in Folge die Hessenliga und stiegen zur Saison 2010/11 von der Regionalliga Hessen in die Regionalliga West auf, Trainer war Volker Lindenzweig.
| Saison  | Liga       | Vorrunde    | Endrunde    |
| ------- | ---------- | ----------- | ----------- |
| 2011/12 | RL West    | 4. Platz    |             |
| 2012/13 | RL West    | 7. Platz    |             |
| 2013/14 | Hessenliga | 2. Platz    | PO / HF     |
| 2014/15 | Hessenliga | 3. Platz    |             |
| 2015/16 | Hessenliga | 5. Platz    |             |
| 2016/17 | Hessenliga | 4. Platz    |             |
| 2017/18 | Hessenliga | 2. Platz    | 4. Platz    |
| 2018/19 | Hessenliga | 3. Platz    | 4. Platz    |
| 2019/20 | Hessenliga | 4. Platz    |             |
| 2020/21 | Hessenliga | abgebrochen | abgebrochen |
| 2021/22 | Landesliga |             | 1. Platz    |
| 2024/25 | Hessenliga |             |             |

Quelle: rodi-db.de

### Erneute Eigenständigkeit, seit 2011

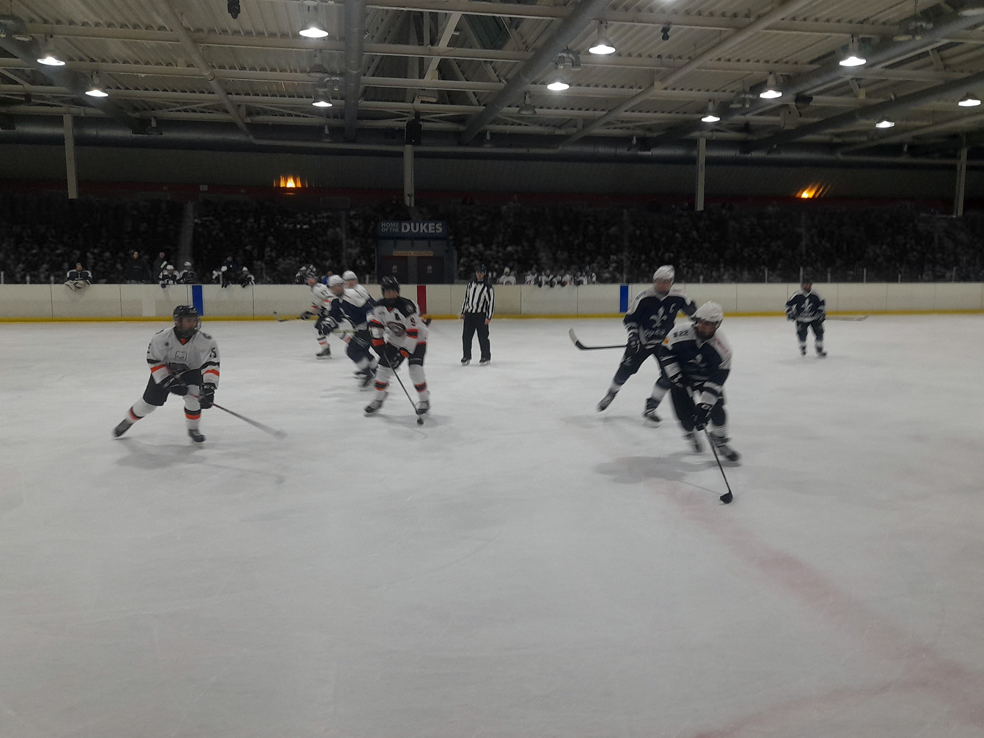
Spielszene Darmstadt Dukes gegen Löwen Frankfurt II (10. November 2024)

Auf der Hauptversammlung des RSC am 10. März 2011 wurde die Eishockeyabteilung einstimmig in den wieder gegründeten Eissportclub Darmstadt e.V. ausgegliedert, der als Gesamtrechtsnachfolger vom LEV Nordrhein-Westfalen anerkannt wurde. Am 24. Mai 2011 erfolgte die Neu-Eintragung ins Vereinsregister, ein Jahr später wurde eine Floorball-Abteilung gegründet.
Nach der bisher letzten Teilnahme in der Eishockey-Regionalliga 2012/13 zogen sich die Herrenmannschaft der Dukes in die Hessenliga zurück. Nach dem freiwilligen Abstieg in der Saison 2020/21 spielten die Dukes in der Landesliga. Am 27. März 2022 gewannen sie das Finale gegen den EC Wallernhausen mit 14:3. und spielen seitdem wieder in der Hessenliga.
Bei der Eishockey-Weltmeisterschaft der Herren 2025 nominierte die IIHF zwei Schiedsrichter des DEB, darunter Patrick Laguzov von den Dukes.

## Cheftrainer
- Volker Lindenzweig
Lindenzweig betreute in seiner Laufbahn die RSC Crocodiles und anschließend die mit den Spielern der TSG Stars verstärkten RSC Dukes. Er zeichnete verantwortlich für den Aufstieg zur Saison 2010/11 von der Regionalliga Hessen in die Regionalliga West. Leider musste er sich noch vor der Wiedergründung des Eissportclubs krankheitsbedingt aus dem Berufsleben zurückziehen. Sein plötzlicher Tod im Jahr 2017 im Alter von 48 Jahren hinterließ eine Lücke in der Eishockeygemeinschaft, und sein Beitrag zum Sport wird von vielen geschätzt und vermisst.[14]
- Roger Nicholas (2011–2012 und 2016–2018)
Roger Nicholas war in der Saison 2011/12 Trainer der 1. Mannschaft in Darmstadt. Er brachte eine über 20-jährige Spieler-Erfahrung mit nach Darmstadt. Nach der bisher erfolgreichste Saison der Dukes wechselte er nach Frankfurt (2012–2016) und kehrte in der Saison 2016/17 wieder nach Darmstadt zurück und übernahm neben den beiden Seniorenmannschaften auch die Nachwuchsarbeit.
- Stefan Himmler (2012–2016)
Stefan Himmler war ab August 2012 für den Eissportclub Darmstadt tätig, als Trainer der 1. und 2. Mannschaft sowie im Nachwuchsbereich. Im Dezember 2012 kamen sieben Neuzugänge zum Club und im Januar 2013 wurde der Vertrag verlängert.[15]
Unter ihm wurde die Nachwuchsarbeit sukzessive ausgebaut und konnte mehrere Aufstiege in höhere Klassen feiern.
Nach einer glücklosen Saison 2015/16 endete das Engagement im April 2016.
- Bohumil (Bob) Kratochvil (2018–2024)
Kratochvil war zuvor Nachwuchstrainer bei den Löwen Frankfurt, unter ihm wurde das Torwart- und Athletik-Training ausgebaut und der Eissportclub Darmstadt hin zu einem Ausbildungsverein ausgerichtet: „Unser Kapital liegt im Nachwuchs“ (Kratochvil)[16]
- Petr Bares (2024)
Im Juli 2024 wurde bekannt gegeben, dass Petr Bares als neuer Headcoach verpflichtet wurde. Bares brachte eine umfangreiche Erfahrung im Eishockeysport mit, die er unter anderem als Youth Hockey Supervisor und Assistenztrainer der DEL-Mannschaft beim ERC Ingolstadt gesammelt hatte, wo er viele Jahre tätig war. Zudem sammelte er Erfahrungen beim EHC Freiburg sowie den Passau Black Hawks. Kurz vor Weihnachten wurde Petr Bares von den  Passau Black Hawks abgeworben.

## Weitere Mannschaften

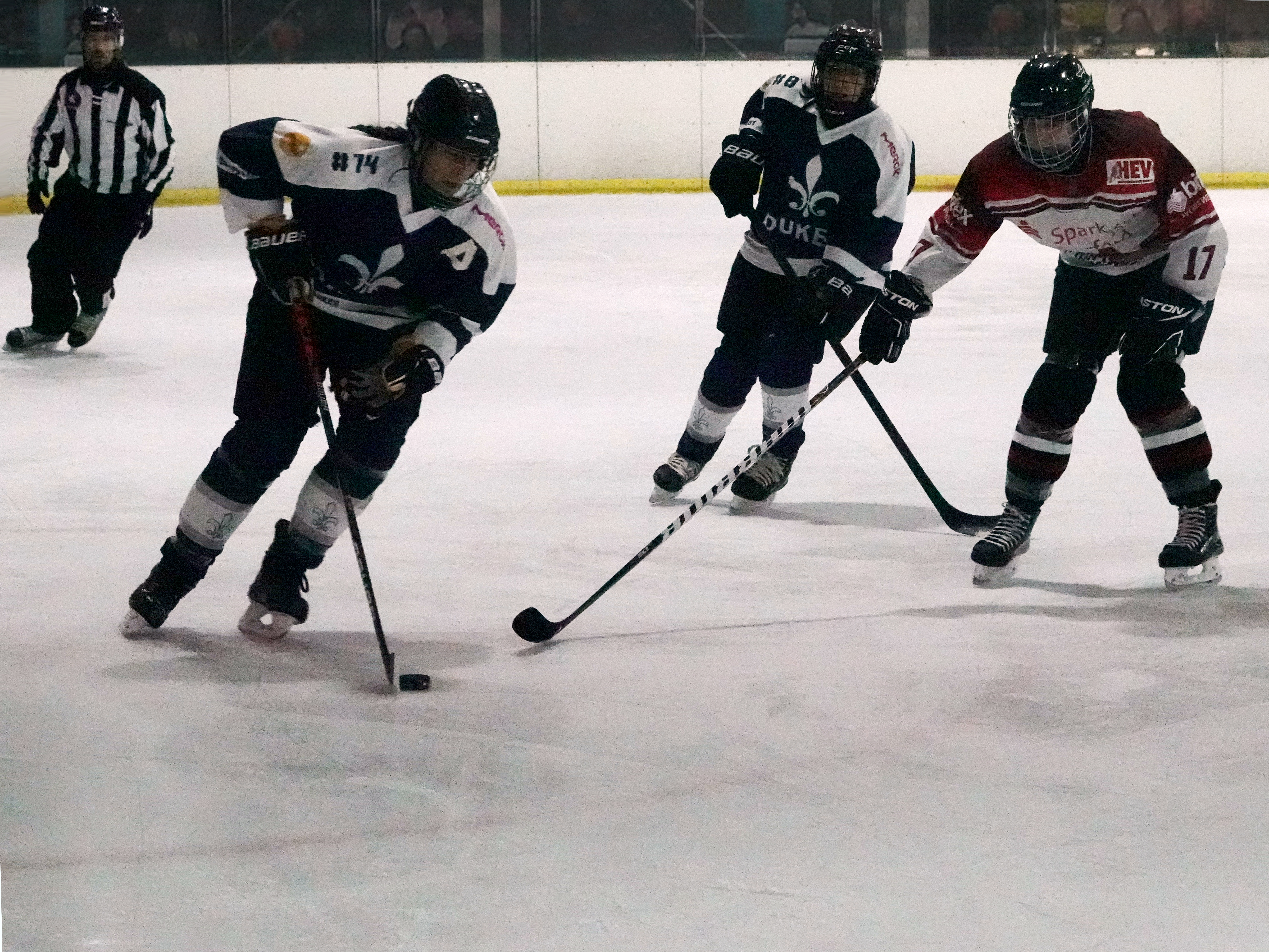
Spiel des Damen-Teams (in SG mit Löwen Frankfurt) gegen Herforder EV im Dezember 2024

### Fraueneishockey
Der Eissportclub Darmstadt wurde 1982 gegründet und hatte schon damals das Fraueneishockey im Vereinszweck festgelegt. Ein Team bildete sich ein Jahr später und nahm an der Fraueneishockey-Endrunde 1984/85 teil. In der Saison 1986/87 nahm das Team an der Qualifikation zur vierten Deutschen Meisterschaft im Damen-Eishockey teil und musste sich in einem spannenden Spiel in Düsseldorf mit 2:4 gegen den ERC Mannheim geschlagen geben. Während seiner Zeit als Abteilung eines Mehrspartenvereins trat die Damenmannschaft zunächst unter dem Namen TSG Darmstadt in der höchsten Spielklasse, der Fraueneishockey-Bundesliga, an. Nach Auflösung des ERC Rödermark wechselten dessen Frauenteam nach Darmstadt. Besonders bemerkenswert ist, dass 1994 die Finalrunde der Liga in der Eissporthalle Darmstadt ausgetragen wurde. Später trat das Team unter dem Namen RSC Darmstadt auf.
Nach der Wiedergründung des Eissportclubs im Jahr 2011 nahm das Frauen-Team den Namen Dukes Damen an und spielte bis 2014 in der NRW-Liga.
Erst im Jahr 2023 wurde erneut eine reine Frauenmannschaft ins Leben gerufen, nachdem viele Spielerinnen zuvor mit den männlichen Mannschaften trainiert hatten. Diese Wiederbelebung des Fraueneishockeys im Verein unterstreicht das anhaltende Engagement für den Frauen- und Mädchen-Teamsport und die Förderung des Eishockeys auf breiter Basis in Darmstadt.

### Floorball (Unihockey)
Die Darmstadt Dukes verfügen (wie einige andere Eishockey-Vereine auch) über eine Floorball-Abteilung. Hintergrund sind sportliche Parallelen und der Gemeinschaftsgedanke. Die Dukes treten in der Hessenliga an. Das Angebot richtet sich vornehmlich an Erwachsene.
Im Juni 2025 trugen die Darmstadt Dukes die Deutsche Meisterschaft der U19-Junioren im Floorball aus. Das Turnier fand vom 7. bis 8. Juni 2025 in der Böllenfalltor-Halle statt und zog zahlreiche Teams aus ganz Deutschland an. Die Veranstaltung wurde genutzt, um Nachwuchstalente zu fördern und den Floorball-Sport weiter zu etablieren.

## Logo, Farben, Symbole
Blau ist seit 1982 die offizielle Vereinsfarbe des Eissportclubs. Das erste Logo, das im selben Jahr entworfen wurde, kombinierte die historische Lilie sowie elegante, florale Buchstaben im Jugendstil, und somit Symbole der Stadtgeschichte aufgriffen.
In der Zeit der Zugehörigkeit zu den Mehrspartenvereinen TSG und RSG wurden deren Logos genutzt und um den Zusatz „Eishockey“ ergänzt. Mit dem Streben nach größerer Unabhängigkeit wurde 2007 die traditionelle Farbe Blau wieder eingeführt und der Mannschaftsname „Dukes“ gewählt. Dieser Name ist eine Hommage an die Geschichte der Stadt und verweist auf die Landgrafschaft Hessen-Darmstadt sowie deren Landgrafen, die im Englischen als „Dukes“ bezeichnet werden.
Im Jahr 2024 wurde ein neues Corporate Design eingeführt, das die bisherigen Blautöne der Vereinsgeschichte in einer harmonisierten Farbpalette zusammenfasst. Zudem wurde ein neues Logo entwickelt, das auf dem vorherigen Nachwuchslogo basiert. Als Hausschrift wird die „Tektur“ verwendet, die dem Erscheinungsbild des Vereins eine moderne und einheitliche visuelle Identität verleiht.